# Сфингозин
Сфингозинът (2-амино-4-октадекен-1,3-диол) е 18-въглероден аминоалкохол с ненаситена въглеводородна верига, който слиза в състава на сфинголипидите, клас мембранни липиди включващи сфингомиелина, важен фосфолипид.

## Функция
In vivo сфингозина може да бъде фосфорилиран от две кинази, сфингозин киназа тип 1 сфингозин киназа тип 2. Това води до образуването на сфингозин-1-фосфат, вторичен посредник при сигнална трансдукция.
Сфинголипидните метаболити, като серамид, сфингозин и сфингозин-1-фосфат за сигнали липиди участващи в различни клетчъни процеси.

## Синтеза
Сфингозинът се синтезира от пламитоил КоА и серин при кондензация необходима за получаването на дехидросфингозин.
Дехидросфингозина се редуцира чрез НАДФН до дихидросфингозин (сфинганин), и накрая се окислява от ФАД сфингозин.
Няма начин за директен синтез на сфинганин от сфингозин. Трябва първо да се ацетилира до дихидроцерамид, който след това се дехидрогенира до церамид.
Сфингозин се получава при разграждането на сфинголипиди в лизозомата.